# Schweineartige
Die Schweineartigen (Suina), auch als „Nichtwiederkäuer“ (Nonruminantia) bezeichnet, sind eine Unterordnung der Paarhufer. Sie zeichnen sich im Vergleich zu den Schwielensohlern und den Wiederkäuern durch eine relativ geringe Spezialisierung aus. Ihr Magen ist zwei- oder dreikammerig und nicht zum Wiederkäuen befähigt. Zu den Nichtwiederkäuern gehören zwei rezente Familien, die Altweltlichen oder Echten Schweine (Suidae) und die Neuweltlichen oder Nabelschweine (Tayassuidae), diese werden als Überfamilie Suoidea vereinigt. Eine weitere ausgestorbene Überfamilie großer schweineartiger Tiere stellen die Entelodontidea mit der einzigen Familie Entelodontidae dar.
Früher wurden auch die Flusspferde zu dieser Gruppe gezählt, nach jüngeren molekulargenetischen Untersuchungen sind sie jedoch nicht sehr nahe mit den Schweineartigen verwandt, dafür sind sie die nächsten Verwandten der Wale.

## Familien
- Echte Schweine (Suidae)
- Nabelschweine (Tayassuidae)
- Entelodontidae †